# Georgios Hatzianestis

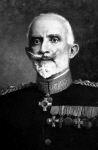
Georgios Hatzianestis

Georgios Hatzianestis (griechisch Γεώργιος Χατζηανέστης) (* 1863; † 15. Novemberjul. / 28. November 1922greg. in Goudi, Athen) war ein griechischer General. Er war Oberbefehlshaber der griechischen Armeen im Türkischen Befreiungskrieg.

## Leben
Hatzianestis wurde zusammen mit fünf Politikern als Verantwortlicher für die griechische Niederlage im Griechisch-Türkischen Krieg (1919–1922) im Prozess der Sechs zum Tode verurteilt und hingerichtet.
In der neueren militärhistorischen Forschung wird die These vertreten, Hatzianestis’ geistige Gesundheit sei wesentlich eingeschränkt gewesen: So habe er den Krieg hauptsächlich vom Bett aus geführt, da er überzeugt war, seine Knochen wären aus Glas.